# Cycloramphus bandeirensis
Cycloramphus bandeirensis é uma espécie de anura  da família Cycloramphidae.
É endémica do Brasil.
Os seus habitats naturais são: campos rupestres subtropicais ou tropicais e rios.
Está ameaçada por perda de habitat.